# Asynchronous Balanced Mode
El ABM (Asynchronous Balanced Mode) o modo compensado asincrónico es un modo de comunicación del HDLC y protocolos derivados, apoyado en comunicaciones punto-a-punto entre pares orientada entre dos nodos, cuando uno u otro nodo puede iniciar la transmisión. Para los sistemas que trabajan en el ABM, no hay relación maestro/servidor. Cada estación puede inicializar, supervisar, recuperar errores y enviar imágenes en cualquier momento. La DTE (Equipo Terminal de Datos) y DCE (Equipo de Terminación de Circuito de Datos) son tratados como iguales. El iniciador del Modo Compensado Asíncrono envía un SABM.